# Moyobamba
Moyobamba o Muyupampa è una città del Perù, capoluogo della regione di San Martín e anche della provincia di Moyobamba.